# Down Home
Down Home  è una serie televisiva statunitense in 19 episodi trasmessi per la prima volta nel corso di 2 stagioni dal 1990 al 1991.

## Trama
Kate McCrorey è una dirigente di una nota azienda di New York. Quando viene a sapere che il padre Walt è in difficoltà finanziarie con il suo locale, posto su un pontile per la pesca, lo raggiunge nella cittadina di Hadley Cove, nel Texas per cercare di dargli un aiuto.

## Personaggi e interpreti
- Kate McCrorey (19 episodi, 1990-1991), interpretata da Judith Ivey.
- Wade Prescott (19 episodi, 1990-1991), interpretato da Ray Baker.
È un ex fidanzato di Kate divenuto ricco durante la sua assenza.
- Drew McCrorey (19 episodi, 1990-1991), interpretato da Eric Allan Kramer.
- Walt McCrorey (19 episodi, 1990-1991), interpretato da Dakin Matthews.
- Grover (19 episodi, 1990-1991), interpretato da Timothy Scott.
È il sindaco di Hadley Cove.
- Tran (19 episodi, 1990-1991), interpretato da Gedde Watanabe.
È un asiatico che lavora come aiutante nel McCrorey's Landing, il locale di Walt.
- Floyd (2 episodi, 1991), interpretato da Hank Underwood.

## Produzione
La serie, ideata da Barton Dean, fu prodotta da Paramount Television Le musiche furono composte da Steward Levin.

### Registi
Tra i registi sono accreditati:
- Lee Shallat Chemel in 7 episodi (1990-1991)
- John Ratzenberger in 4 episodi (1990-1991)
- James Burrows in 2 episodi (1990)
- Greg Antonacci in 2 episodi (1991)
- Douglas Wyman in 2 episodi (1991)
- Barton Dean

### Sceneggiatori
Tra gli sceneggiatori sono accreditati:
- Barton Dean in 7 episodi (1991)

## Distribuzione
La serie fu trasmessa negli Stati Uniti dal 12 aprile 1990 al 25 maggio 1991  sulla rete televisiva NBC. In Italia è stata trasmessa con il titolo Down Home.

## Episodi
| Stagione         | Episodi | Prima TV USA |
| ---------------- | ------- | ------------ |
| Prima stagione   | 6       | 1990         |
| Seconda stagione | 13      | 1991         |